# Sikosaari (ö i Norra Savolax, Kuopio, lat 63,26, long 28,32)
Sikosaari är en ö i Finland. Den ligger i sjön Ylä-Siikajärvi och Valkeinen och i kommunen Kuopio i den ekonomiska regionen  Kuopio ekonomiska region  och landskapet Norra Savolax, i den centrala delen av landet, 400 km nordost om huvudstaden Helsingfors. Öns area är 1 hektar och dess största längd är 130 meter i sydöst-nordvästlig riktning.